# Mandinkà
|  | Aquest article és sobre el dialecte mandinkà, referint-se als parlars de l'extrem occidental de la llengua mandenkà. |

El mandinkà —de vegades escrit, erròniament, mandinga, per influència de la literatura en francès— és un dialecte de la llengua mandenkà, (de la branca de les llengües mandé, família lingüística del Congo-Níger), parlat a l'extrem occidental de la seva àrea lingüística. Cal no confondre, per tant, el nom donat a aquest dialecte de l'extrem occidental, mandinkà, amb el nom que es dona al conjunt de tota la llengua mandenkà. Com que forma part d'aquesta darrera, és similar als dialectes bàmbara i als dialectes maninkà. Actualment el mandinkà es parla a Gàmbia, Guinea Bissau i el sud del Senegal.

## Característiques
És una llengua aglutinant i SOV. És una llengua tonal que presenta principalment dos tons: alt i baix, una modulació ascendent i una altra descendent, encara que les varietats parlades a Gàmbia i el Senegal poden perdre l'accent tonal degut a la proximitat amb llengües veïnes no tonals com el wòlof.

## Alfabets i escriptura
Tot i que no té una llarga tradició com a llengua escrita, hi ha exemples d'escriptura amb caràcters de l'alfabet àrab.
| Àrab  | ا           | ع                | ب    | ت | ط | ض | ج    | ه | ح | خ | د | ر | س | ش      | ص | ث | ظ | ڢ | ل | م | ن       | و | ي | ك    | لا |
| Llatí | ('), aa, ee | (', amb madda ŋ) | b, p | t | t | t | c, j | h | h |   | d | r | s | s (sh) | s | s | s | f | l | m | n, ñ, ŋ | w | y | k, g | la |

Posteriorment s'utilitzà l'alfabet N'ko, encara que és poc difós.
Actualment s'utilitza l'alfabet llatí amb caràcters especials. En aquest dialecte no s'usen les consonants v, x, z, q i g.
La c és pronunciada com el dígraf tx català a ‘cotxe’. La lletra especial ŋ es pronuncia ng i la ñ com ny.
Les vocals són les d'obertura simple a, e, i, o, u que poden ser llargues i aleshores s'escriuen repetides, per exemple: baabaa, ‘papa’, o teerimaa, ‘amic’. Algunes paraules canvien de significat depenent si es pronuncien amb vocal llarga o curta.

## Una frase d'exemple
N niŋ saasaa le mu, ‘estic malalt’, literalment ‘jo amb malaltia estic’.

## Nombre de parlants
Ethnologue afirmà el 2006 que hi havia 1.346.000 parlants nadius de mandinkà.